# Hédervár

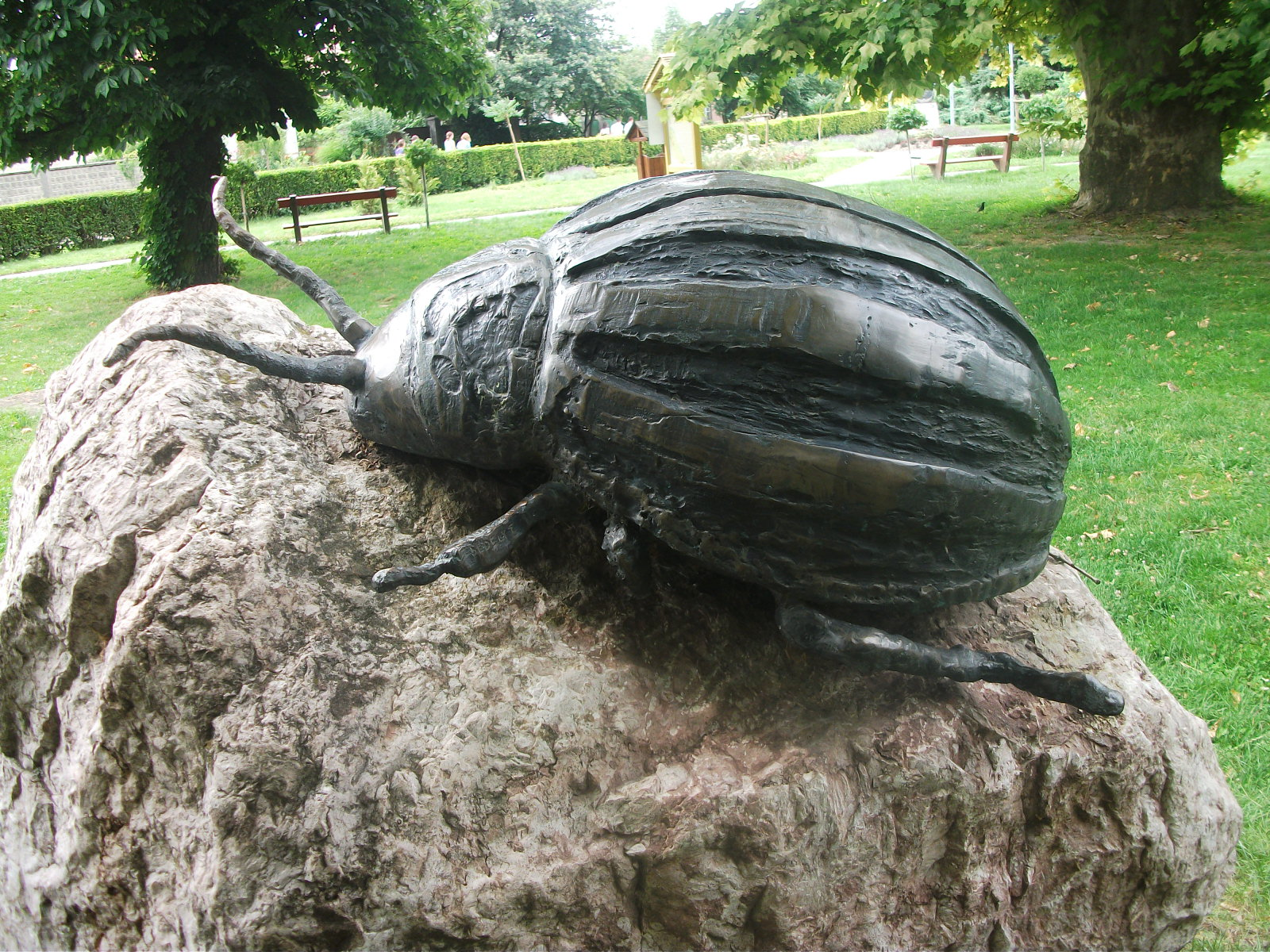
Statue en bronze du doryphore à Hédervár (Hongrie), œuvre de Manuela Maráczy, Teréz Zsédely et László Csáki (1997).

Hédervár est un village de 1130 habitants du département (megye) de Győr-Moson-Sopron en Hongrie.

## Histoire
Le nom du village est à associer au nom d'origine allemande de Héder - chef de la famille Hédervári - venu s'installer en Hongrie au XIIe siècle.

## Le château-hôtel de Hédervár

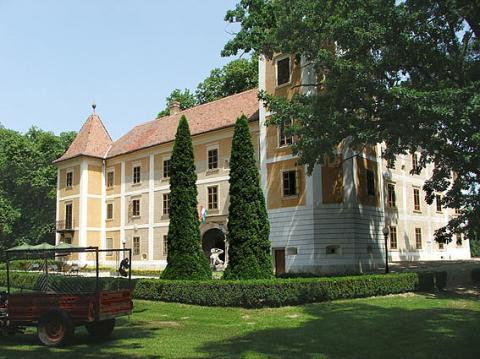
Le château de Hédervár transformé en hôtel